# زلمان بيرنشتاين
زلمان بيرنشتاين (بالإنجليزية: Zalman Bernstein)‏ (و. 1926 – 1999 م) هو رجل أعمال من الولايات المتحدة الأمريكية .

## التعليم
تعلم في كلية هارفرد للأعمال، وجامعة هارفارد، وجامعة نيويورك.